# Olimpiodor cel Tânăr
Olimpiodor cel Tânăr (în greacă veche Ὀλυμπιόδωρος ὁ Νεώτερος; n. 495 d.Hr., Alexandria, Egipt – d. 570 d.Hr., Alexandria, Egipt) a fost un filozof, astrolog și profesor neoplatonist care a trăit în primii ani ai Imperiului Bizantin, după Decretul lui Iustinian din 529 d.Hr., care a închis Academia lui Platon din Atena și alte școli păgâne. Olimpiodor a fost ultimul păgân care a menținut tradiția platonistă în Alexandria (vezi Școala Alexandriană ); după moartea sa, Școala a trecut în mâinile aristotelicilor creștini și a fost mutată, în cele din urmă, la Constantinopol. 
Olimpiodorus a dezvoltat în lucrările sale comentarii lucide și valoroase despre Phaidon a lui Platon, Gorgias, Philebus și Alcibiades; o biografie a lui Platon; o introducere în filosofia lui Aristotel și comentarii la scrierile lui Aristotel Categorii și Meteora. Informații semnificative despre gândirea și scrierile unor filosofi neoplatonisti anteriori precum Iamblichus și Damascius pot fi, de asemenea, culese din lucrările lui Olympiodorus.
El nu trebuie confundat cu Olimpiodor Diaconul, un scriitor alexandrin contemporan de comentarii biblice.